# Maurício José Cardoso
Maurício José Cardoso (* 17. Dezember 1880; † 13. Oktober 1968) war ein brasilianischer Offizier, zuletzt zwischen 1943 und 1944 im Range eines Generalmajors Chef des Generalstabes des Heeres.

## Leben
Cardoso absolvierte eine Offiziersausbildung im Heer (Exército Brasileiro) der Streitkräfte (Forças Armadas do Brasil) und fand im Anschluss verschiedene Verwendungen als Offizier sowie Stabsoffizier. Er war zwischen dem 26. Oktober und dem 5. November 1930 Kommandeur der 7. Militärregion (7.ª Região Militar) und später vom 1. September bis zum 13. Dezember 1937 Kommandeur der 4. Brigade. Er war zwischen 1939 und dem 9. Januar 1943 Kommandeur der 2. Militärregion (2.ª Região Militar) sowie vom 9. Januar bis zum 21. Dezember 1943 Kommandeur der 1. Militärregion (1.ª Região Militar).
Zuletzt wurde Cardoso am 17. Dezember 1943 im Range eines Generalmajors Chef des Generalstabes des Heeres und bekleidete diese Funktion bis zum 15. Dezember 1944, woraufhin Generalmajor Cristóvão de Castro Barcelos die Nachfolge antrat.

## Weblink
- Eintrag in Generals.dk

| Personendaten    | Personendaten                |
| ---------------- | ---------------------------- |
| NAME             | Cardoso, Maurício José       |
| KURZBESCHREIBUNG | brasilianischer Generalmajor |
| GEBURTSDATUM     | 17. Dezember 1880            |
| STERBEDATUM      | 13. Oktober 1968             |